# Скарятин, Михаил Владимирович
Михаи́л Влади́мирович Скаря́тин  (фр. Michel Vladimirovitch Skariatine, 6 мая 1883 — 6 ноября 1963, Глион, Швейцария) — полковник русской императорской армии из рода Скарятиных. Известен главным образом как исследователь Каббалы, оккультист и египтолог, двадцать лет проживший в Египте.
В брошюре «Жертва», опубликованной в 1925 г. под псевдонимом Эне́ль, представлял расстрел царской семьи как ритуальное убийство, совершённое якобы семитами с целью «разрушения всемирно установленного порядка и порабощения озверевшего человечества».

## Биография
Происходил из дворян Орловской губернии. Сын генерал-лейтенанта, егермейстера Владимира Владимировича Скарятина и княжны Марии Михайловны Лобановой-Ростовской (племянница министра иностранных дел А. Б. Лобанова-Ростовского). Имел трёх сестёр.
По окончании курса на юридическом факультете Санкт-Петербургского университета 4 декабря 1905 года поступил вольноопределяющимся в лейб-гвардии Кавалергардский полк. Произведен в корнеты (28 сентября 1906 года). Дослужился до полковника Кавалергардского полка.
Во время Первой мировой войны был откомандирован по состоянию здоровья в часть, оставшуюся в Петрограде. После революции 1917 года эмигрировал во Францию, жил на Лазурном Берегу, принимал участие в работе группы эзотериков полковника Шардона. В 1931 году переехал в Египет, а оттуда в 1953 году — в Швейцарию.
Будучи знатоком древних восточных языков, значительную часть своей жизни посвятил расшифровке папирусов, чьё содержание имело отношение к магии. В своих исследованиях находился под влиянием Антуана Фабра д’Оливе и занимался поиском Традиции в египетской культуре. Во время жизни в Египте, вероятно, познакомился с Рене Геноном, который написал несколько рецензий на работы Скарятина.
Помимо гуманитарной сферы Скарятин затем углубился в паранауки, связанные с энергетикой (в том числе радионику, радиэстезию и биоэлектрику), сотрудничая на этой почве с инженером и изобретателем Георгием Лаховским, геофизиком Ги Тье, парапсихологами Андре де Белизалем и Леоном Шомери. Работая с ними, Скарятин, разработал, на основе «полувекового изучения древних культур» и отдельно взятого древнеегипетского амулета, универсальный маятник для радиэстезии, который описал в своей книге «Первый шаг в терапевтической радиэстезии» (1949). К этой же теме Скарятин вернулся в следующей книге, посвященной лечению рака на расстоянии путём излучений (1951).
До конца жизни оставался православным, был старостой русской церкви в Каире, директором Русского отдела Министерства внутренних дел Египта.
Вел затворнический образ жизни. Скончался и был погребён в Глионе (Швейцария).
Сведения о биографии и настоящее имя Энеля, якобы «открытые» Олегом Платоновым и Сергеем Фоминым, были известны западной историографии ещё в 1960-е гг. Там же, в особенности во франкоязычных изданиях, содержится и информация о Скарятине.
Жена (с 1915) — Леонтина (Леонтина-Констанция) Цезаревна Пуни (1885—1980), внучка Ц.Пуни (дочь его старшего сына — Цезаря Цезаревича). До замужества — балерина Мариинского театра.
Дочь — Наталия Михайловна Скарятина, в замуж. Грин (26.08.1916—2001). Жила в Швейцарии. В 1990 году Наталия Михайловна передала в Орловский краеведческий музей уникальную коллекцию старинных негативов из фонда рода Скарятиных. 

## Спорные моменты биографии

### Профессиональные навыки
Занимаясь египтологией, свою специализацию и знание древнеегипетского языка Скарятин получил из неочевидных источников. Ни один из крупных ученых-египтологов того периода, в том числе европейских, не являлся его преподавателем в годы учёбы в Санкт-Петербургском университете, тем более что Скарятин получил образование на юридическом, а не Восточном факультете университета.
Указание некоторых источников на то, что он сумел приобрести необходимые, весьма сложные профессиональные навыки во время пребывания в Египте в начале XX века и дома самоучкой освоить древнееврейский язык, представляются тем более сомнительными, равно как и скачок от кадрового офицера гвардейской кавалерии к ученому-египтологу и семитологу. Упоминающаяся там же «неоспоримый научный авторитет» Скарятина, который «подтверждало и международное научное сообщество», неясно коррелирует с тем, что сочинения Скарятина носят откровенный мистико-эзотерический характер и очевидно не соответствуют этосу написания научных работ.
Отсылка на компетентность Скарятина в этой связи идет к его научным публикациям в сборниках Французского института археологии Востока, однако поиск в каталогах выдает только одну работу — «Загадку жизни и смерти» — в 1935 году. Любопытно, что эта публикация (а именно её переиздание отдельным томом в 1966 году) упоминается тогда же в «Годичной библиографии по египтологии» (№ 66193) со следующей рецензией:
 Автор, настоящее имя которого Михаил Скарятин, излагает в данной работе египетские концепции смерти в соответствии с принципами теософии. Он обнаруживает чудесное знание конструкции пирамид, предполагает, что египтяне верили в Воскресение, и переводит тексты согласно своим собственными идеям. В книге содержится скорее Символ веры, чем наука.
Это, тем не менее, не мешает российскому историку Петру Мультатули называть Скарятина «крупнейшим специалистом по тайнописи и магическим алфавитам», книги которого «до сих пор пользуются большим авторитетом у специалистов в этой области». Ссылки на работы Скарятина отсутствуют в серьёзной научной литературе, зато о нём охотно пишут оккультные авторы: так, о его исследованиях в области «древней мудрости» упоминает сотрудник американской разведки, автор оккультных бестселлеров Питер Томпкинс в своей книге «Магия обелисков» (1981). Примечательно, что скептически к навыкам и знаниям Скарятина относился даже переводчик его работы «Жертва» на русский язык некий Б. Верный.
В качестве признания научной общественности подается и выход трудов Скарятина в «специализированных издательствах в Лондоне». Однако лондонское издательство «Райдер и Компания», где в 1936 году вышла книга Скарятина «Послание сфинкса», до этого публиковало работы по теософии (к примеру, «Это теософия?» Эрнеста Вуда) и выпускало известный британский журнал оккультной направленности «Оккультное обозрение» (The Occult Review). Издательство «Омниум Литерэр», в котором в 1959 году появилась работа Скарятина «Гномология», впоследствии выпустило, наряду с другими такой же направленности, книги «Атлантические корни древнего Египта» Марсели Вайсен-Шумлянской (Origines atlantiques des anciens Égyptiens, 1965) и «Книгу паранормального» Джимми Гюйё (Le livre du paranormal, 1973). В каталоге издательства Скарятин при этом назван «египтологом, каббалистом и радиэстезистом».

### Брошюра «Жертва»
Что касается брошюры «Жертва», то неудивительно, что и к вопросу исследования убийства царской семьи Скарятин подошёл с позиций оккультизма. Как отмечает специалист по еврейскому мистицизму К. Ю. Бурмистров (Институт философии РАН), автор привлек «весь арсенал оккультных наук», в том числе «и арканологию Таро, и псевдоегипетскую магию, и лингвистическую каббалистику французского оккультиста Фабра де Оливе», создав, таким образом, «изощренный оккультный этюд».
В 1931 году брошюру Скарятина переработал и издал в Германии на немецком языке под названием «Загадочные знаки в помещении цареубийства» известный антисемитский журналист Григорий Шварц-Бостунич. В подготовке этого издания участвовал и Б. Верный. Материалы Скарятина в переводе Бостунича использовал Гельмут Шрамм для подготовки обобщающей работы «Ритуальное убийство у евреев» (1943).

### Работа в государственных структурах Египта
Ещё одним непонятным сюжетом биографии Скарятина является работа в МВД Египта в ранге директора некоего «русского отдела». Известно, что дипломатические отношения между Россией (в то время ещё СССР) и Египтом были установлены в августе 1943 года, и отдел, если он существовал в действительности, мог быть уже только советским. Однако до 1953 года (время отъезда Скарятина в Швейцарию) СССР был периферийным партнёром Каира и в МВД едва ли создавался специальный отдел. Возможно, Скарятин некоторое время был консультантом египетского министерства по вопросам взаимодействия с русской диаспорой, и эта должность затем была превратно истолкована.

## Труды
- Жертва. Нови Сад: тип. Заря, 1925 (пер. с фр. издания — Paris, 1925)
- Essai d’astrologie cabbalistique. Toulon: Imprimerie Mouton F. Cabasson, 1929.
- Post Mortem. Cabasson, 1929.
- La Langue sacrée. Paris: Fua-Lamessine, 1934.
- Le Mystère de la vie et de la mort: d’après l’enseignement des temples de l’ancienne Egypte // Institut français d’archéologie orientale. Vol. 1, 1-re et 2-е part. Le Caire, 1935.
- A Message from the Sphinx. London: Rider & Co., 1936.
- Premier pas en radiesthésie thérapeutique. Le Caire: Editions al-Maaref, 1949.
- Radiations des formes et cancer. Le Caire: Editions al-Maaref, 1951.
- Traitement à distance par radiations. Dangles, 1959.
- Gnomologie. Paris: Ed. des Champs-Elysées «Omnium littéraire», 1959.
- La Trilogie de la Rota (в 3-х томах: D’astrologie et de Cabbale, Rota ou la Roue Celeste, Manuel de Cabbale practique). Lyon: Paul Derain, 1961.
- Les origines de la Genèse et l’enseignement des temples de l’ancienne Égypte. Paris: G.P. Maisonneuve & Larose, [1963].
- L’Enfant du Nil. Ed. Maisonneuve, 1966.
- Approche Thérapeutique. Paris, 2001. Ed. Arka. (Premiers pas en Radiesthésie Thérapeutique, + Radiations des Formes et Cancer, +Traitement a Distance par Radiation).
- Le Monde astral et l’Occultisme. Ed. Ibacom, 2016, 230 pgs.
- Science Egyptienne et Médecine de l’Astral. Ed. Ibacom, 2016, 200 pgs.
- Radiesthésie thérapeutique. Ed. Ibacom, 2016, 200 pgs.